# Orsandboplatsen
Orsandboplatsen är en gropkeramisk boplats belägen i Orsand i Leksands socken. Orsandboplatsen är den nordligaste kända gropkeramiska boplatsen.
Den upptäcktes på 1920-talet, och utgrävdes första gången 1936 K. A. Gustawsson. Den utgrävdes en andra gång 1973 av Ragnar Lannerbro sedan man upptäckt att boplatsområdet höll på att erodera bort. Idag finns troligen inget av den ursprungliga boplatsytan kvar, men längs strandkanten finns ett längre stråk med skärvsten som visar var boplatsen legat.
En minnessten finns upprest på platsen mellan de båda grävområdena., strax bakom Orsandbadens campings servering.
Keramiken tillhör grupperna Fagervik II och Fagervik II-III.
Redskap och avslag i skiffer, asktuff, porfyr, kvarts, kvartsit ingår också i materialet.